# سياران وينتيرز
سياران وينتيرز (بالإنجليزية: Ciaran Winters)‏ هو لاعب كرة قدم أمريكي، ولد في 29 مايو 2001 في تلسا في الولايات المتحدة.